# 刘小午
刘小午（1960年1月—），河北雄县人，中国人民解放军中将。

## 生平
1976年入伍。研究生学历。早年曾在西藏军区服役，后长期在广州军区任职。2007年，任陆军第四十一集团军参谋长。2010年，任陆军第四十一集团军军长。2013年，任陆军第四十二集团军军长。2014年12月，接替贾晓炜任广州军区参谋长。2016年1月，任南部战区副司令员兼南部战区陆军司令员。2017年1月，调任西部战区副司令员。
2016年7月，晋升中将军衔。